# Carmen Ionesco
Carmen Ionesco, geborene Ionescu, (* 28. Juli 1951 in Bukarest) ist eine ehemalige kanadische Kugelstoßerin und Diskuswerferin rumänischer Herkunft.
Bei den Olympischen Spielen 1972 in München wurde sie für Rumänien startend Siebte im Diskuswurf.
Als Repräsentantin ihrer neuen Heimat Kanada siegte sie bei den Commonwealth Games 1978 im Diskuswurf und gewann Silber im Kugelstoßen. Im Jahr darauf holte sie bei den Panamerikanischen Spielen 1979 in San Juan jeweils Bronze in beiden Disziplinen.
1982 wurde sie bei den Commonwealth Games in Brisbane Vierte im Diskuswurf und Sechste im Kugelstoßen. Bei den Olympischen Spielen 1984 in Los Angeles wurde sie Zwölfte im Kugelstoßen und schied im Diskuswurf in der Qualifikation aus. Ihre Schwester Florența Crăciunescu gewann bei diesen Spielen Bronze im Diskus.
Siebenmal wurde sie Kanadische Meisterin im Diskuswurf (1973, 1975, 1978, 1979, 1981, 192, 1984) und viermal im Kugelstoßen (1975, 1978, 1981, 1982).

## Persönliche Bestleistungen
- Kugelstoßen: 17,17 m, 20. Juni 1979, Laval
- Diskuswurf: 64,78 m, 26. Mai 1976, Montreal